# Río Turbio (Santa Cruz)
Río Turbio est une ville de Patagonie
argentine, située dans le département de Güer Aike, en province de Santa Cruz. 

la ville a été construite en 1942, dans le cadre de l'exploitation des gisements de charbon de la région.

## Situation
La ville se trouve non loin du carrefour entre la route nationale 40 et la route nationale 293, à 301 km de la ville de Río Gallegos et à 935 km de Caleta Olivia. Río Turbio, de plus, est une des portes d'entrée de Puerto Natales, ville chilienne située à 40 km du gisement carbonifère de Río Turbio.

La ville est reliée à l'Atlantique par le chemin de fer de Río Turbio.

## Population
La ville comptait 6 650 habitants en 2001, en baisse de 1,44 % par rapport aux 6 746 habitants recensés en 1991.

## Tourisme
C'est une localité minière créée en 1942. Actuellement beaucoup de touristes la visitent, étant donné la beauté des paysages environnants et aussi sa proximité avec la ville chilienne de Puerto Natales.